# 小笠原諸島西方沖地震 (2015年)
小笠原諸島西方沖地震（おがさわらしょとうせいほうおきじしん）は、2015年5月30日20時23分に発生したM8.1の大地震である。震源の深さは682kmと非常に深く、日本付近で発生した深発地震としては観測史上最大の規模である。
小笠原諸島と神奈川県の一部で最大震度5強の揺れを観測したほか、深発地震に伴う異常震域によって日本の47都道府県すべてで震度1以上の揺れを観測した。

## 概要
この地震は、2015年5月30日20時23分02.2秒に小笠原諸島西方沖（北緯27度51.6分 東経140度40.9分 / 北緯27.8600度 東経140.6817度）の深さ682 kmを震源として発生した。地震の規模を示すマグニチュードは、気象庁マグニチュードでMj8.1、モーメントマグニチュードでMw7.9であった。津波は発生しなかった。発震機構は東西方向に張力軸を持つ型であり、地震を起こした断層の大きさは40km×40kmで、最大のずれは約6mである。
小笠原諸島西方沖では太平洋プレートが伊豆・小笠原海溝からマントル深部にほぼ垂直方向に沈み込んでおり、そのプレート（スラブ）が深いところで破断したことにより発生した深発地震であった。発生場所は、上部マントルと下部マントルの境界付近と推定されている。国立研究開発法人海洋研究開発機構は、本地震について「上部マントルの底付近で横たわるスラブが下部マントルへ突き抜ける前兆」であったと発表している。
深発地震であったことから明瞭な異常震域が出現し、地盤が弱いとされている地域で強い揺れを観測した。小笠原諸島の母島と神奈川県二宮町で震度5強を観測したほか、埼玉県の鴻巣市・春日部市・宮代町で震度5弱を、関東地方の広い範囲で震度4を観測し、北海道から沖縄県にかけての47都道府県全てで震度1以上の揺れを観測した。全国47都道府県全てで震度1以上が観測されたのは、気象庁が1885年に震度の観測を開始して以来、初めてのことである。但し、1996年以降の計測震度とそれ以前の体感震度による観測を同列の連続した統計としては扱えないこと、更に、1996年以降は震度観測点が大きく増加していることに留意する必要がある。
また日本以外では、台湾の花蓮県、台東県、基隆市、彰化県、雲林県、韓国南部の全羅南道でも揺れを観測している。
本地震は、フィリピン海プレートの下に沈み込む太平洋プレートの内部で発生した。震源から出た揺れは、太平洋プレートおよびフィリピン海プレートを伝って減衰しないまま広範囲に伝搬し、その影響で日本列島全域で有感となったものと考えられている。このあたりの地震は逆断層型である場合が多いが、この地震は珍しく正断層型であった。
地震発生当初の速報値では、規模はM8.5で震源の深さは590kmと発表されていたが、剛性の高いプレート内を地震波が伝播したためにいわゆる異常震域となって過大評価されていたため、翌日に精査した暫定値ではM8.1、震源の深さ682kmと更新された。2016年3月22日公開の地震月報（カタログ編）による確定値は、M8.1で震源の深さ681kmとなっている。
この地震の震源の深さは、日本の地震観測史上最深、また1900年以降発生のM7.8以上の世界中の地震の中でも最深と、極めて稀な例であった。ただし、Mw 8.0以上の場合はコロンビア地震の644.8kmが最深であり、300km以上の深さの地震としては、1906年以降5番目の大きさであった。この深さでM8クラスの巨大な地震が発生するのは非常に珍しいことである。
断層破断が原因で発生することが多い通常の地震とは違い、超高圧・超高温で断層の破壊は起きにくいとされる超深部で本件のような大規模な地震が発生したメカニズムは、2017年の東北大学大学院の調査では、沈下・断裂による太平洋プレートの歪みの蓄積、プレート内部での鉱物の状態・構造変化（相転移）、マントルによるプレート加熱など、複合的な要因によるものと推測された。
なお、5月30日21時46分には、この地震の余震とみられるＭ3.6の地震が発生している。この余震は、震源の深さが698kmと本震よりもさらに深く、気象庁震源カタログによれば、日本で発生した地震としては観測史上最も震源が深い地震となった。通常、深い地震の場合は余震があまり発生しないことが多いが、この地震は深発地震にしては珍しく多数の余震を伴った。最大余震は、6月3日6時4分に発生したM5.6の地震（最大震度1）である。
2021年6月26日に学術誌「Geophysical Research Letters」に掲載された論文では、防災科学技術研究所の高感度地震観測網（Hi-net）によって観測されたデータの解析により、この地震の余震のひとつが深さ751kmで発生し、さらなる研究が必要なものの観測史上世界最深の地震が発生した可能性があることが発表されている。
ちなみに、世界で過去に発生した深発地震の中で最も震源が深い地震は、地震カタログによっても異なるが、USGSのカタログではフィジー付近で深さ700kmを超える地震が記録されている。
| 順位                                 | 名称                 | 発生日（JST）  | 規模（Mj）    |
| ------------------------------------ | -------------------- | -------------- | ------------- |
| 1                                    | 東北地方太平洋沖地震 | 2011年3月11日  | 8.4 （Mw9.0） |
| 2                                    | オホーツク海深発地震 | 2013年5月24日  | 8.3           |
| 3                                    | 千島列島沖地震       | 2007年1月13日  | 8.2           |
| 3                                    | 北海道東方沖地震     | 1994年10月4日  | 8.2           |
| 3                                    | 十勝沖地震           | 1952年3月4日   | 8.2           |
| 3                                    | 明治三陸地震         | 1896年6月15日  | 8.2           |
| 7                                    | 小笠原諸島西方沖地震 | 2015年5月30日  | 8.1           |
| 7                                    | 択捉島沖地震         | 1963年10月13日 | 8.1           |
| 7                                    | 択捉島沖地震         | 1958年11月7日  | 8.1           |
| 7                                    | 昭和三陸地震         | 1933年3月3日   | 8.1           |
| 規模は宇津ほか（2010）・気象庁による |                      |                |               |

## 各地の震度
震度4以上の揺れを観測した地点は以下の通り。
| 震度 | 都道府県 | 観測地点 |
| ---- | -------- | --- |
| 5強  | 東京都   | 小笠原村母島 |
| 5強  | 神奈川県 | 二宮町中里 |
| 5弱  | 埼玉県   | 鴻巣市中央、春日部市谷原新田、宮代町笠原 |
| 4    | 茨城県   | 常陸太田市金井町、笠間市中央、茨城町小堤、古河市下大野、石岡市柿岡、取手市井野・藤代、河内町源清田、境町旭町、坂東市岩井・馬立、稲敷市役所・結佐、筑西市舟生、常総市新石下・水海道諏訪町、つくばみらい市福田・加藤 |
| 4    | 栃木県   | 栃木市藤岡町藤岡・岩舟町静、佐野市田沼町・亀井町、野木町丸林、高根沢町石末 |
| 4    | 群馬県   | 館林市美園町、明和町新里、大泉町日の出、邑楽町中野 |
| 4    | 埼玉県   | 熊谷市大里・妻沼、行田市本丸・南河原、加須市三俣・騎西・北川辺・大利根、鴻巣市吹上富士見、久喜市下早見・青葉・菖蒲・栗橋・鷲宮、吉見町下細谷、川口市中青木分室・青木・三ツ和、春日部市粕壁、草加市高砂、蕨市中央、戸田市上戸田、志木市中宗岡、八潮市中央、富士見市鶴馬、三郷市中央、蓮田市黒浜、幸手市東、鶴ヶ島市三ツ木、吉川市吉川、伊奈町中央、三芳町藤久保、川島町平沼、杉戸町清地、松伏町松伏、さいたま市大宮区天沼町・大宮区大門・見沼区堀崎・中央区下落合・桜区道場・南区別所・緑区中尾、白岡市千駄野 |
| 4    | 千葉県   | 長生村本郷、白子町関、長柄町桜谷、千葉市中央区中央港・中央区都町・美浜区ひび野、市川市八幡、船橋市湊町、野田市鶴奉・東宝珠花、柏市旭町・柏、市原市姉崎、流山市平和台、浦安市日の出・猫実、館山市長須賀・北条、木更津市役所、鴨川市八色・横渚、君津市久留里市場・久保、鋸南町下佐久間、いすみ市岬町長者・国府台、南房総市上堀・富浦町青木・岩糸・谷向・千倉町瀬戸 |
| 4    | 東京都   | 千代田区大手町・富士見・麹町、中央区築地・日本橋兜町・勝どき、港区海岸・芝公園・白金・南青山、文京区大塚、墨田区東向島、江東区青海・越中島・東陽・森下・亀戸・塩浜、品川区北品川、東京国際空港、大田区本羽田、渋谷区本町、豊島区南池袋、北区西ヶ原・赤羽南、荒川区荒川・東尾久、板橋区高島平・板橋・相生町、練馬区豊玉北・光が丘・東大泉、足立区中央本町・伊興・神明南・千住中居町、葛飾区立石・金町、江戸川区中央・船堀、青ヶ島村、小笠原村父島西町・父島三日月山                                           |
| 4    | 神奈川県 | 横浜市西区みなとみらい・西区浜松町・中区山手町・中区山下町・中区山吹町・中区日本大通・保土ケ谷区上菅田町・港北区大倉山・港北区日吉本町・戸塚区鳥が丘・泉区和泉町、川崎市川崎区千鳥町、平塚市浅間町、藤沢市大庭・打戻・辻堂東海岸、茅ヶ崎市茅ヶ崎、海老名市大谷、綾瀬市深谷、寒川町宮山、小田原市荻窪、厚木市中町・寿町・下津古久、大井町金子 |
| 4    | 山梨県   | 忍野村忍草 |
| 4    | 長野県   | 佐久市中込 |
| 4    | 静岡県   | 伊豆の国市四日町 |

## 被害
この地震による大きな人的・物的被害はなかったが、震度4から5強を観測した首都圏を中心に、エレベーターの停止や鉄道など公共交通機関のダイヤの乱れなどが相次いだ。
揺れによる転倒や火傷などにより、東京・神奈川・埼玉の3都県で計13人がけがをした。東京都足立区や埼玉県ふじみ野市などでは、合わせて約600世帯で一時停電が発生した。
国土交通省のまとめでは、首都圏で合わせて1万9千台のエレベーターが地震後に緊急停止し、そのうち14台で利用者の閉じ込めが発生したが、いずれも約1時間で救出された。この結果と、今後首都直下で予想される地震でも閉じ込めが予想されることから、国交省と日本エレベーター協会などは6月2日に会合を行い、復旧作業を担う人材確保や、エレベーター内での飲料水や簡易トイレの備蓄を進める方針とした。

## 緊急地震速報
気象庁は、地震波検知から3.4秒後の20時24分26.1秒に緊急地震速報（予報）を発表した。ただし、緊急地震速報（警報）については、深発地震では正確な震度の予測が困難であることから、当時の運用では発表していない。

## 長周期地震動
この地震で長周期地震動を観測した。
| 階級 | 地域 |
| ---- | --- |
| 2    | 埼玉県北部 千葉県北西部 東京都23区 八丈島 小笠原 神奈川県東部 長野県中部 |
| 1    | 宮城県北部 秋田県内陸南部 山形県庄内 山形県村山 福島県中通り 茨城県南部 栃木県南部 群馬県北部 群馬県南部 埼玉県南部 埼玉県秩父 千葉県北東部 千葉県南部 東京都多摩東部 神津島 新島 神奈川県西部 新潟県中越 新潟県下越 福井県嶺北 山梨県東部・富士五湖 長野県北部 静岡県伊豆 静岡県東部 大阪府北部 大阪府南部 佐賀県南部 |

## 政府・各省庁等の対応
- 地震発生直後の20時29分に、官邸連絡室が設置された[38]。